# Uzun Hasan
Abu Nasr Uzun Hasan ibn Ali ibn Kara Yoluk Uthman (1425 –1478) fou un emir dels turcmans Aq Qoyunlu (1454-1478). Uzun vol dir "alt" o ""larg". Els seus dominis es van estendre per Pèrsia occidental, Kirman, l'Iraq, Armènia, el Caucas oriental i Anatòlia oriental. Era fill d'Alí ibn Kara Uthman i de la princesa Maria Comnena de Trebisonda.

## Biografia

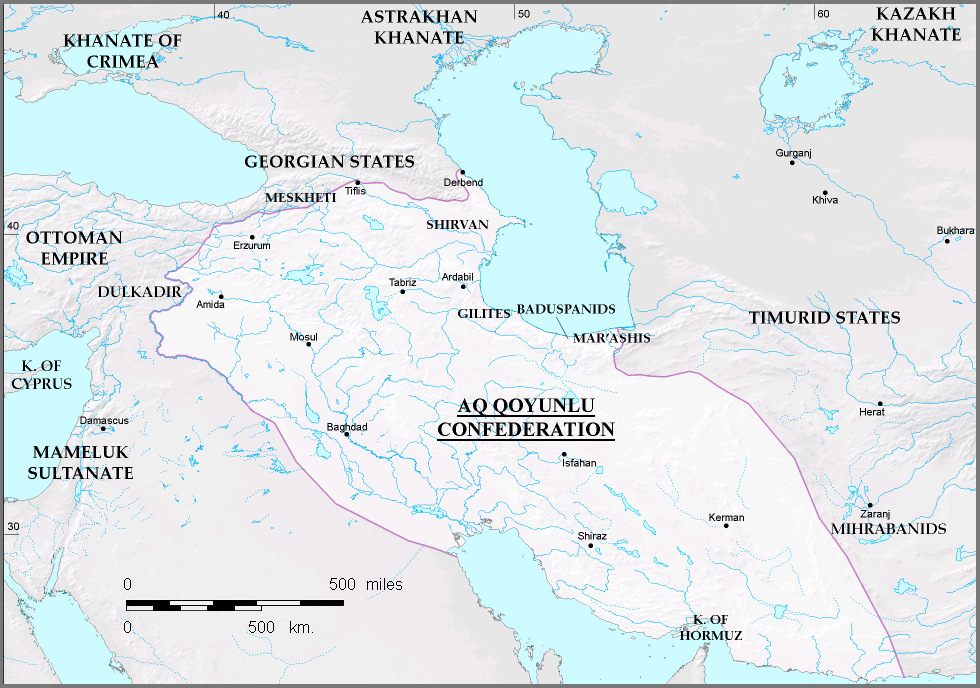
Dominis d'Uzun Hasan el 1478

### Joventut
Els ak koyunlu tenien la seva base de poder al Diyar Bakr. El seu avi Kara Yoluk Uthman (Kara Uthman) que va governar del 1402 al 1435 va morir el 1435 i el va succeir el seu fill Alí ibn Kara Uthman o Ali Beg (1435-1438) que va passar el seu regnat en lluites contra el seu germà Hamza ibn Kara Uthman que a partir del 1438 es va imposar; va morir el 1444 i el va succeir el seu nebot Djihangir ibn Ali (1444-1453, i després a Mardin fin el 1469) que va reprendre la guerra contra els Qara Qoyunlu.
El 1447 va morir Xah Rukh (timúrida) i a Herat van esclatar lluites per la successió timúrida. El sobirà dels Qara Qoyunlu Iskandar ibn Kara Yusuf havia estat assassinat el 7 de juny de 1438 i el nou sultà Qara Qoyunlu Jahan-Xah ibn Kara Yusuf es va fer llavors independent dels timúrides i es va proclamar sultà i va tenir el suport d'alguns caps dels ak koyunlu; el 1450, en una campanya contra els ak koyunlu dirigits per Djihangir, va conquerir bona part d'Armènia, i va assetjar a Djihangir a Amida (Armènia); el cap ak koyunlu es va rendir la primavera del 1452 i va reconèixer la sobirania del sultà Qara Qoyunlu Jahan-Xah, sense coneixement dels altres caps dels ak koyunlu, entre ells el seu germà Uzun Hasan, que quan ho va saber ho va considerar una rendició i va iniciar la guerra pel seu compte.

### Conquesta del poder al Diyar Bakr
- Per detalls d'aquest període de la seva vida, vegeu Jahangir ben Ali

A Djihangir o Jahangir se li oposaven diversos caps: el seu germà Uzun Hasan, l'oncle Kasim Beg i el governador d'Erzindjan Kilidj Arslan ibn Pir Ali. Uzun Hasan va combatre primer a Kasim Beg i a Kilidj Arslan i els va derrotar i va aconseguir el suport dels begs del Kurdistan, i llavors es va enfrontar amb el seu germà Djihangir ibn Ali que s'acabava de sotmetre als Qara Qoyunlu i que en aquell moment havia anat al campament d'estiu a l'Ala Dagh o a una expedició al Kurdistan segons les fonts. Hasan disfressat va entrar a la fortalesa d'Amida (Diyarbakir) i se'n va apoderar.
Una vegada al poder a Amida i el Diyarbakir va desconèixer la sobirania de Jahan-Xah dels Qara Qoyunlu i va enviar les claus de la fortalesa al Caire com a símbol de vassallatge envers els mamelucs; el sultà li va enviar la investidura com a governador del Diyar Bakr. Djihangir es va haver de refugiar a Mardin (1454) on Uzun Hasan, després de conquerir Ruha (al-Ruha o Edessa), el va assetjar. La intervenció de la mare d'Uzun Hasan, Sara Khatun, una dona diplomàtica que seguirà jugant un paper destacat en els afers, va forçar al seu fill a retornar a Amida i abandonar el setge; llavors Uzun Hasan va atacar els Qara Qoyunlu a les seves possessions a les regions d'Erzerum, Awnik i Bayburt i va atacar Erzindjan que era del seu germà, però al no poder ocupar aquesta fortalesa va retornar a Amida.
L'any següent va retornar a Erzindjan i va tornar a començar el setge de la fortalesa, però va caure de cavall i va quedar ferit greu; Djihangir ho va aprofitar per provar de reconquerir la capital amb ajut de contingents enviats per Jahan-Xah, però encara que va assolar la rodalia d'Amida, no ho va aconseguir; al retorn d'Uzun, Dhihangir va estar a punt de refugiar-se amb Jahan-Xah, però altre cop la intervenció de la mare de Hasan va restablir una precària pau, i Uzun va retornar a Amida mentre el seu germà romania a Mardin.

### Unificació del poder ak koyunlu
Uzun Hasan va retornar contra Erzindjan i Turdjan d'on va expulsar a Arab Shah, que reconeixia al seu germà Djihangir. Després va marxar al sud-oest del Diyar Bakr, al Karadja Dagh, que també va ocupar. Jahan-Xah va enviar diversos amirs en ajut del seu vassall Jahangir però aquests foren derrotats (probablement el maig del 1457) i Djihangir es va haver de sotmetre al seu germà i va haver d'entregar com a ostatge a un fill.
Llavors un germà de Djihangir i Hasan, Uways d'al-Ruha, es va sotmetre a Uzun Hasan; aquest va instal·lar a Erzindjan com emir al que era probablement el seu cosí Khurshid Beg; Erzindjan era una fortalesa estratègica el control de la qual permetia dominar l'altiplà armeni. Uzun Hasan va donar asil a Hasan Ali, fill de Jahan-Xah que s'havia revoltat contra el seu pare; no obstant al cap d'un temps el va expulsar per les seves opinions herètiques.

### Guerres i aliances
Poc després (vers 1457 o 1458, però altres fonts ho retarden a 1462) va conquerir Hisn Kayfa al darrer malik kurd d'una dinastia aiúbida (els aiúbides van ocupar la fortalesa el 1233). La fortalesa fou donada al seu fill Khalil. Tot seguit va conquerir Siirt i Haytham al Bohtan. El 1458 va fer diverses incursions de pillatge a Geòrgia que li van procurar botí i el prestigi d'un ghazi (combatent per la fe) en ser els enemics cristians; però al mateix temps reprenia els contactes amistosos que ja hi havia hagut anteriorment amb la casa imperial de Trebisonda, ara amenaçada pels otomans, un poder creixent a l'oest dels dominis ak koyunlu. Uzun Hasan es va aliar a David Comnè de Trebisonda i es va casar amb la princesa Teodora Comnena o Catarina Despina (despina era el seu títol), filla de Joan IV Comnè (germà de David) i es va unir a una aliança contra els otomans.

### Primera guerra contra els otomans
El 1460 el sultà otomà Mehmet II (1451-1481) es va adonar de les pretensions del cap turcman i va amenaçar a Uzun Hasan que llavors va decidir actuar i es va apoderar de la fortalesa de Koyunlu Hisar (o Koylu Hisar) a la riba del riu Kilkit Su, més amunt de Niksar, i va saquejar la rodalia de Tokat i d'Amasya. Quan Mehmet II, després d'eliminat als Isfendiyaroğulları de Sinope, es va acostar a territori de Trebisonda amb artilleria (1461), i en primer lloc davant de Koyunlu Hişar, Uzun Hasan va concentrar les seves forces a Kemakh i va enviar un destacament a la muntanya de Munzur; aquest destacament fou derrotat per l'otomà Ahmad Pasha; Uzun va enviar com ambaixadora a la seva mare (Sara Khatun), i aquesta va saber negociar de manera que Mehmet es va dirigir cap al Bulghar Daghi (a l'est de Gerjanis, entre el Kilkit Su i l'Eufrates); Sara Khatun va intercedir altra vegada per salvar ara Trebisonda, al·legant que pertanyia a la seva jove, però aquesta vegada no fou escoltada i la ciutat va ser ocupada i l'imperi del Comnens liquidat. No obstant Sara Khatun va rebre una part dels tresors trobats a Trebisonda suposadament per compensar a la seva jove.
L'efímera pau aconseguida per Sara Khatun es va trencar aviat quan Uzun Hasan va reocupar Koyunlu Hişar i va avançar fins a la vora de Sivas però els otomans van derrotar els seus destacaments; llavors Uzun Hasan va enviar al seu cosí Khurshid Beg per demanar al sultà l'alliberament dels presoners turcmans i suplicar l'evacuació de Trebisonda. Encara que la font (l'historiador Munejjim-bashi) diu que la petició fou acceptada, s'ha de suposar que es refereix només a la de l'alliberament (probablement intercanvi) de presoners. Uzun Hasan va tornar a Erzindjan i després a Amida (Armènia) i va renunciar de fet a combatre als otomans, ja que no podia enfrontar la superioritat d'aquests, i en els següents anys es va dirigir cap altres fronts.

### Derrota dels Qara Qoyunlu
El 1464 els kurds es van apoderar del castell de Gargar, a la riba dreta de l'Eufrates al sud.est de Malatya, que pertanyia als mamelucs i van enviar les claus a Uzun Hasan que, tot i ambicionar les possessions mameluques a l'est de l'Eufrates, per mantenir la seva aliança amb els sultans del Caire va haver de retornar la fortalesa al sultà Khúixqadam a través del wali d'Alep, però el 1465 es va rescabalar en ocupar la fortalesa de Khartpurt que pertanyia a l'emir Malik Arslan de Dhu l-Kadr, va devastar Abulastayn (Elbistan), i segons Munejjim-bashi va fer també una expedició contra Geòrgia (que altres fonts situen el 1458). Mentre Jahan-Xah dels Qara Qoyunlu havia dominat l'Iraq Adjemí, Fars i fins al Kirman a costa dels timúrides i va evitar el conflicte amb els ak koyunlu tot i que no van faltar les ocasions per la guerra a causa dels atacs d'aquests; la revolta de Pir Budak, fill de Jahan-Xah, a Bagdad el tenia ocupat, però quan la revolta fou dominada va iniciar la guerra contra Uzun Hasan (1466/1467).
L'octubre de 1467 Jahan Xah va arribar a Muix i Čapakhčur on la seva avantguarda fou derrotada per Khalil, fill d'Uzun Hasan; el novembre el fred era intens i Jahan-Xah va donar llicència a la major part de les seves tropes i es va disposar a passar l'hivern (de 1467 a 1468) a Erzindjan i a la conca del Bala Rud (que podria ser el Kilkit Su), i es va dirigir a Kighi. Mentre, ja proper l'hivern, Uzun Hasan havia rebut reforços des de Mardin i no descansava. L'11 de novembre de 1467 va atacar el camp de Jahan-Xah i el va derrotar. Jahan-Xah i el seu fill Muhammad van morir durant la retirada mentre altres dos fills van morir poc temps després.
Per manca de lideratge la confederació Qara Qoyunlu va desaparèixer de fet i l'estiu del 1468 Uzun Hasan va poder dominar l'Azerbaidjan i va establir la seva capital a Tabriz. Altre cop va enviar les claus d'aquesta ciutat (i la d'altres), al sultà mameluc Qàït-bay (1468-1496) demanant confirmació de la sobirania, però utilitzant un llenguatge que clarament mostrava que es considerava un sobirà independent. Llavors va anar a Mossul i d'allí es va dirigir a Bagdad que va assetjar durant 40 dies (Bagdad va acabar conquerida el 1468 per l'amir governador de Mossul, Khalil Beg).
Mentre Hasan Ali, fill de Jahan-Xah, havia reunit un exèrcit a l'Azerbaidjan (Khuandemir l'avalua en 180.000 homes xifra que sembla exagerada) i havia demanat el suport del timúrida Abu Said que immediatament va reunir un exèrcit i va marxar a l'oest (març del 1468). L'expedició fou organitzada amb molta pompa i detalls, fins i tot ja es van designar els governadors de les ciutats a conquerir, però militarment no estava ben preparada i el poble estava cansat de lluites; Abu Said va iniciar el camí sense esperar els carros que havien de portar els subministraments; la rereguarda fou atacada per desertors; alguns cossos que havien d'actuar encara no estaven organitzats. En el seu camí Abu Said va nomenar governadors a tot l'Iraq Ajamita tal com s'havia previst. L'exèrcit de Hasan Ali estava reunit a Marand però alguns emirs van trair al seu cap i l'exèrcit es va descompondre.
Uzun Hasan va aprofitar la manca d'enemic per penetrar a la regió del Karabakh però no obstant va fer protestes de fidelitat al sultà timúrida del que tradicionalment els ak koyunlu havien estat vassalls. Abu Said va arribar a Miyana a finals d'octubre del 1468 i hi fou sorprès per l'arribada del fred; va decidir passar l'hivern a la regió del Karabakh, on era Uzun Hasan; la marxa cap aquesta regió i el riu Araxes fou desastrosa i quan va arribar al Mughan, es va trobar bloquejat per Uzun Hasan a la regió de Mahmudabad. Ara fou la mare d'Abu Said la que va haver de negociar, però sense resultat. Sense prou tropes per trencar el bloqueig en què es trobava (o en el qual hàbilment l'havia posat Uzun Hasan), Abu Said va provar de fugir però fou capturat (30 de gener del 1469). L'1 de febrer Uzun Hasan el va rebre assegut al tron i el va tractar amablement. Pocs dies després, el 5 de febrer de 1469, fou entregat al seu rival el timúrida Yadgar o Yadigar Muhammad ibn Sultan Muhammad ibn Baysonghor, un príncep timúrida ara vassall d'Uzun Hasan que el va fer matar per venjar la mort de la seva àvia, esposa de Xah-Rukh (mort que havia ordenat Abu Said).

### Guerra amb els timúrides
El Qara Qoyunlu Hasan Ali s'havia retirat a Hamadan però allí fou sorprès i mort (1469). D'altra banda els generals d'Abu Said foren posats a les ordes de Yadigar que amb suport d'un contingent cedit per Uzun Hasan va iniciar la lluita contra Husayn Baykara, que havia assolit el poder al Khurasan, amb l'objectiu d'apoderar-se d'Herat i tot el Khurasan. Yadigar Muhammad fou derrotat per Husayn a la batalla de Chinaran (15 de setembre de 1469) però Uzun Hasan va enviar un exèrcit de reforç i dos fills del mateix Uzun Hasan, Khalil i Zaynal; els enviats d'Uzun van exigir a Husayn l'entrega d'alguns oficials aq qoyunlu que havien desertat cap a Herat, però el sobirà s'hi va negar. Yadigar va romandre al Khurasan al front de les forces aq qoyunlu, i progressivament les desercions van minar l'esperit de les forces de Husayn Baykara que va acabar fugint d'Herat (5 de juliol de 1470), que fou ocupada per Yadigar Muhammad el 7 de juliol de 1470. Però llavors part de les tropes de reforç dels aq qoyunlu es van retirar i altres no van mantenir la disciplina; el comportament despòtic dels fills d'Uzun Hasan al seu govern va provocar una hostilitat general; mentre Husayn Baykara reagrupava les seves forces, ontenia una victòria contra un parent, i va enfrontar a Yadigar; la població es va revoltar i Yadigar va ser fet presoner i fou executat (final de 1470).
Després de la mort d'Abu Said els timúrides del Khurasan van passar a ser poca cosa més que una dinastia local. Uzun Hasan va poder ocupar sense gaire oposició la resta de Pèrsia, Kirman, Fars, Luristan, Khuzistan i Kurdistan que havien dominat els Qara Qoyunlu. En tots aquests llocs va repartir feus; el govern d'Esfahan fou confiat al seu fill Oghurlu Muhammad, mentre la província de Fars, la més important, passava a un altre fill, Sultan Khalil, que era més jove que Oghurlu (aquest es va sentir ofès i acabarà revoltat). Tropes aq qoyunlu es van apoderar (1471) de les fortaleses egípcies a l'Eufrates de Kakhta i Gargar, però l'amir mameluc Yeshbek al-Dawla, enviat pel sultà Qàït-bay van ocupar Bira, una altra fortalesa que no se sap quan havia estat ocupada pels aq qoyunlu i Behnsch. Un ambaixador d'Uzun Hasan fou enviat al Caire, fet que provocà l'hostilitat de la població per considerar-lo aliat dels cristians, però Qàït-bay va actuar amb prudència. Hi havia un altre conflicte plantejat pel cap del pelegrinatge de l'Iraq a les ciutats santes, Amir Rustam, i el cadi Ahmad ibn Wadjin, que a Medina havien reclamat fer la khutba no en nom del sultà mameluc sinó de "al-malik al-adil Hasan al-Tawil khadim al-haramayn" (Uzun Hasan) i havien estat arrestats per l'amir i xerif de la Meca Muhammad V ibn Barakat i enviats al Caire. Qàït-bay va decidir alliberar a Amir Rustam per complaure a Uzun Hasan i va resoldre el conflicte diplomàticament.

### Aliances amb venecians i karamanoğulları (karamànides)
El poder i prestigi d'Uzun Hasan estava al seu punt més alt i la seva aliança era buscada pels emirs amenaçats pels otomans com els del Beylik de Karaman-oğlu (atacats pels otomans el 1471), i pels cristians, especialment els venecians. El senat de Venècia ja havia aprovat una aliança amb Uzun Hasan el 2 de desembre de 1463 i havia enviat a Pèrsia com ambaixador a Quirini; el 13 de març de 1464 va arribar a Venècia un ambaixador de Hasan; un nou ambaixador de nom Kasim Hasan va arribar el 1465; després les converses van quedar estancades fins que el 1470 la conquesta otomana de l'illa d'Eubea que els venecians havien dominat durant 264 anys va fer reactivar els contactes i el febrer de 1471 Quirini va retornar a Pèrsia acompanyat de l'ambaixador aq qoyunlu, de nom Mirath (potser Murad); un altre representant dels aq qoyunlu va arribar al mateix temps a la cort papal.
De resultes d'aquesta darrera ambaixada, la senyoria de Venècia va enviar a Pèrsia al noble Caterino Zeno (nebot per via materna de Caterina Despina, l'esposa d'Uzun. El 20 d'abril de 1471 Zeno va arribar a Tabriz; durant el mateix any Hajji Muhammad (Azimamet a les fonts venecianes) va arribar a Venècia demanant armes i municions i en resposta fou enviat a Pèrsia Giosafa Barbaro que li havia de portar sis grans morters (bombardas), 600 arcabussos (spignarde), fusells (schiooppetti) i municions, a més de 200 fusellers amb els seus oficials; Barbaro va rebre instruccions secretes (11 de febrer de 1473) se li permetia garantir que Venècia no feria mai la pau amb l'Imperi Otomà sense forçar a aquest a renunciar a tota l'Àsia Menor fins als Estrets a favor de Pèrsia (aq qoyunlu). Barbaro es va retardar a Xipre a causa del fet que la seva flota, manada per Pietro Mocenigo, a petició dels prínceps del Beylik de Karaman-oğlu, va fer operacions a aquest emirat conquerint als otomans (en favor dels prínceps) Selefke i dos altres posicions costaneres. Mentre Zeno, al front d'una força militar, havia envaït la regió de Trebisonda (1472) i ja estava combatent als otomans. Munejjim-bashi diu que en aquest temps (any 877 de l'hègira o sigui 1472/1473), probablement l'estiu del 1472, va fer una expedició a Geòrgia.
La repressió otomana a Karaman va provocar l'aixecament nacional dirigit pels prínceps locals Sultanzâde Pîr Ahmed Bey i Kasım Bey, vassalls otomans, que es van apoderar de Laranda. El gran visir Rum Mehmed Pasha va fer una ràpida contraofensiva, va destruir Laranda i Eregli (1469) i totes les propietats privades i wakfs foren confiscats i passaren a ser dominis de l'estat (miri), amb els quals es van crear timars per als servidors del sultà. Va atacar Alanya però no la va ocupar, segons sembla, pel fet que estava casada amb una germana de Kilidj Arslan, darrer bey d'Alanya. Llavors va perseguir a la tribu dels varsaks però aquests li van causar una greu derrota a les muntanyes del Taure que finalment li va costar el càrrec. Uzun Hasan va enviar un exèrcit d'ajut sota direcció d'Omar Beg ibn Bektash (Amarbei Giusultan Nichenizza a les fonts venecianes) i de Yusufča Mirza (cosí d'Uzun Hasan) que segons un escriptor venecià tenia 50.000 homes i segons un altre 100.000. Aquestes tropes van squejar Tokat i van avançar cap a Kasariyya on van fer una matança. Al cap d'un tenps Omar Beg va retornar al Diyar Bakr mentre Yusufča Mirza va seguir en campanya actuant al Beylik de Karaman-oğlu i fins al país d'Hamid. El 1473 els prínceps van rebre el suport de la flota veneciana que va conquerir en el seu benefici Selefke i dos ports més de la cota de Karaman, com ja s'ha vist abans.

### Segona guerra contra els otomans
Mehmet II estava alarmat de l'aliança d'Uzun Hasan amb Venècia i Karaman; a l'estiu del 1472 el príncep Mustafà i el beglerbegi d'Anatòlia Dawud Pasha, que disposaven d'un exèrcit de 60.000 homes, van derrotar les tribus delc turcmans favorables als karamanoğulları a Kir-Eli, a l'oest de Konya, el 19 d'agost de 1472; a la tardor del mateix 1472 el sultà va sortir d'Istanbul cap a la costa d'Àsia però a causa d'un hivern dur va quedar immobilitzat fins al març del 1473; llavors va reprendre el seu avanç amb un exèrcit de 100.000 homes dels quals l'avantguarda la manava Gazi Ali Beg Mikhal Oğlu que va arribar a Kemakh i la va saquejar, fent presoners als armenis locals, que suposadament donaven suport a Uzun Hasan. El juliol de 1473 Uzun Hasan va arribar a Erzindjan avançant de manera que quedava protegit per les muntanyes de l'esquerra de l'Eufrates; l'otomà Khass Murad va passar temeràriament el riu però fou derrotat per la millor posició estratègica d'Uzun Hasan i el general otomà es va ofegar en intentar repassar el riu; el seu exèrcit va perdre 12.000 homes. Caterino Zeno que acompanyava a Uzun Hasan diu que la batalla es va lliurar l'1 d'agost de 1473 prop de Terdjan, al nord d'Erzindjan; els otomans van abandonar la zona de l'Eufrates i deixant Bayburt a la dreta (al nord-est) es van dirigir al nord per la ruta que portava a Trebisonda des d'on esperaven dirigir-se a l'oest; però quan l'exèrcit va arribar a la comarca d'Uçağızli (de situació incerta, però probablement al nord de la muntanya que separa Erzindjan de la conca del Kilkit Su, les tropes d'Uzun Hasan es van presentar a les muntanyes Otlukbeli (que separen la conca de l'Eufrates de les fonts del Corokh) al flanc dret dels otomans; aquests van decidir lluitar (Zenó diu el 10 d'agost, altres fonts el 12 d'agost de 1473) i Uzun Hasan fou derrotat mercès a la superioritat otomana en armes de foc. Un fill (Zaynal) i el general principal d'Uzun Hasan, Kafir Ishak, que segons Zeno era un cristià (probablement un georgià) van morir en la batalla. Uzun Hasan va haver de retirar-se cap a Erzindjan. Els presoners foren executats pels otomans excepte els Qara Qoyunlu enrolats de manera forçada per Uzun Hasan que foren alliberats. La fortalesa aq qoyunlu de Kara Hisar, al Kilkit Su, més amunt de Koyunlu Hişar, on era governador Darab Beg, es va rendir al saber de la derrota.

### Darrers anys
El gran visir otomà Mahmud Pasha Angelović va alertar al sultà Mehmet II que seria molt difícil mantenir el control dels territoris aq qoyunlu si es marxava a la seva conquesta, i el sobirà otomà va decidir no perseguir a Uzun Hasan. Després se'n va penedir (i el 1474 gran visir fou destituït per aquest mal consell). El 1474 el fill d'Uzun Hasan, Oghurlu Muhammad d'Esfahan, cada vegada més furiós contra el seu pare que privilegiava al seu germà petit Sultan Khalil de Fars, estava a punt d'entrar en rebel·lió, però quan es va presentar el seu pare amb l'exèrcit, va fugir a Bagdad des d'on va passar a territori mameluc, rebent el suport de les tropes d'Alep, les quals però foren derrotades per Uzun Hasan, i Oghurlu va passar llavors a territori otomà.
Uzun Hasan va enviar una carta a Venècia assegurant que tornaria a l'atac contra els otomans i va enviar a Caterino Zeno com ambaixador a les corts europees per defensar la seva causa. Venècia va enviar a Pèrsia al secretar Ognibene; Barbaro va deixar a Rodes als representants del Papa i del rei Ferran de Sicília i va retornar a Tabriz (on va arribar el 12 d'abril de 1474); un nou enviat venecià, Contarini, va sortir de Venècia el 13 de febrer de 1474 i va arribar a Tabriz el 4 d'agost de 1474 i a Esfahan el 4 de novembre de 1474; també s'esmenta en aquest any a Pèrsia a Ludovico de Bolònia que es declarava enviat del duc de Borgonya. El 26 d'abril de 1475 Uzun Hasan que ja estava de retorn d'Esfahan i Siraz, va acomiadar a Contarini que retornava (26 d'abril de 1475) i va passar revista a les tropes (uns 25.000 homes) però no va aclarir quan feria una nova expedició contra els otomans. En aquest any i el següent la pesta va fer estralls a Pèrsia i es va revoltar Uways d'al-Ruha, germà d'Uzun Hasan, que fou derrotat i la seva capital conquerida. El 1476 els venecians ja van comprendre que Uzun Hasan no tornaria a atacar els otomans amb els que van acabar fent la pau (el desembre de 1478 després de la mort d'Uzun Hasan).
El 1477 el mameluc Qàït-bay va visitar la línia de l'Eufrates i va arranjar els límits amb Uzun Hasan. El 1476/1477 (realment el 1477) Munejjim-bashi diu que va fer la seva tercera (i darrera) expedició a Geòrgia. Barbaro el venecià en fou testimoni i va participar en les negociacions a Tiflis. Les fonts georgianes no són prou clares, però sembla que el rei de Geòrgia i Kartli, Constantí II de Geòrgia (1475-1505) havia buscat el suport del sobirà aq qoyunlu contra els seus rivals, especialment Bagrat VI i el seu fill Alexandre d'Imerècia, i contra el atabeg Kvarkare III Djakéli independitzat a Akhaltzikhe (Samtskhé).

### Mort i família
Uzun Hasan va retornar a Tabriz des de Tiflis i al cap de poc es va posar malalt a finals de 1477 i va morir als 54 anys la nit del 5 al 6 de gener de 1478. Encara que la seva esposa més coneguda a Occident fou Caterina Despina no fou la seva primera esposa ni de bon tros l'única. Caterina va restar cristiana i fou enterrada a Amida (Armènia); va tenir un fill (Jacob?) i tres filles. El fill fou assassinat pels seus germans després de la mort del pare; una de les filles, Marta, es va casar amb Shaykh Haydar (la mare del qual, Khadija Begum, era germana d'Uzun Hasan), el cap de la confraria safàvida a Ardabil i fou la mare del primer xa safàvida Ismail I. Un altre fill d'Uzun Hasan fou Oghurlu Muhammad, el gran, nascut d'una umm walad kurda, revoltat el 1474 i que va fugir finalment a territori otomà sota protecció del sulta, però fou assassinat poc després per orde del seu pare. L'esposa principal (mahd ulya) fou Saljuk Shah Begum, amb la qual va tenir a Sultan Khalil, Yakub, Yusuf, i potser Masih. No se sap qui era la mare del fill Zaynal, mort a la batalla contra els otomans l'agost del 1473.

### Visirs
Els visirs (wazirs) del seu regnat foren: Shams al-Din Muhammad ibn Sayyid Ahmad, Burhan al-Din Abd al-Hamid Kirmani i Madjd al-Din Shirazi.